# 小黒世茂
小黒 世茂（おぐろ よも、1948年 -  ）は、日本の歌人。
大阪市在住。玲瓏編集委員。大阪歌人クラブ理事。現代歌人協会、現代歌人集会、日本文藝家協会会員。

## 来歴
1948年和歌山市加太生まれ。1989年玲瓏入会、塚本邦雄に師事。
1999年に「隠国（こもりく）30首で第10回「歌壇賞」を受賞。以降、高野山や熊野を主題とし、独特のアニミズム感覚にもとづく作歌活動をつづける。
歌集に『隠国』『猿女』『雨たたす村落（むら）』『やつとこどつこ』『小黒世茂歌集』『舟はゆりかご』、エッセイ集に『熊野の森だより』『記紀に游ぶ―日本のわすれもの』などがある。

## 受賞歴
- 1999年、作品「隠国」で第10回歌壇賞受賞。
- 2000年　歌集『隠国』で第15回大阪短歌文学賞受賞受賞。
- 2005年　歌集『猿女』で日本歌人クラブ近畿ブロック優良歌集賞受賞。

## 著書

### 歌集
- 第一歌集『隠国』（本阿弥書店 、1999年）
- 第二歌集『猿女』（本阿弥書店、2004年）
- 第三歌集『雨たたす村落（むら）』（ながらみ書房、2008年）
- 第四歌集『やつとこどつこ』（ながらみ書房、2012年）
- 『現代短歌文庫小黒世茂歌集』（砂子屋書房、2012年）
- 第五歌集『舟はゆりかご』（本阿弥書店、2016年）
- 第六歌集『九夏』（短歌研究社、2021年）

### エッセイ集
- 『熊野の森だより』（本阿弥書店、2008年）
- 『記紀に游ぶ―日本のわすれもの』（ながらみ書房、2016年）

## 作品
『九夏』
- なにかが来る前のやうにも遠のいた後のやうにも目をつむる馬
- しづみゐし空母信濃に白骨をゆらすかそかな水流あらむ
- 途中をいそぐ夢だつた　やまぶきのつめたき土を猫は嗅ぎをり
- これの世は菌糸のつながり明けがたの森の出口に傘ひらく姉
- 女の子の髪まつすぐに夏かげの瀧のにほひのする資料室
- 足型のシールのうへに足かさねキレートレモンを一本抜けり